# ویلمینگتون بیچ (کارولینای شمالی)
ویلمینگتون بیچ (به انگلیسی: Wilmington Beach) یک منطقهٔ مسکونی در ایالات متحده آمریکا است که در شهرستان نیو هانوفر، کارولینای شمالی واقع شده‌است.